# Taubenturm (Jujurieux)

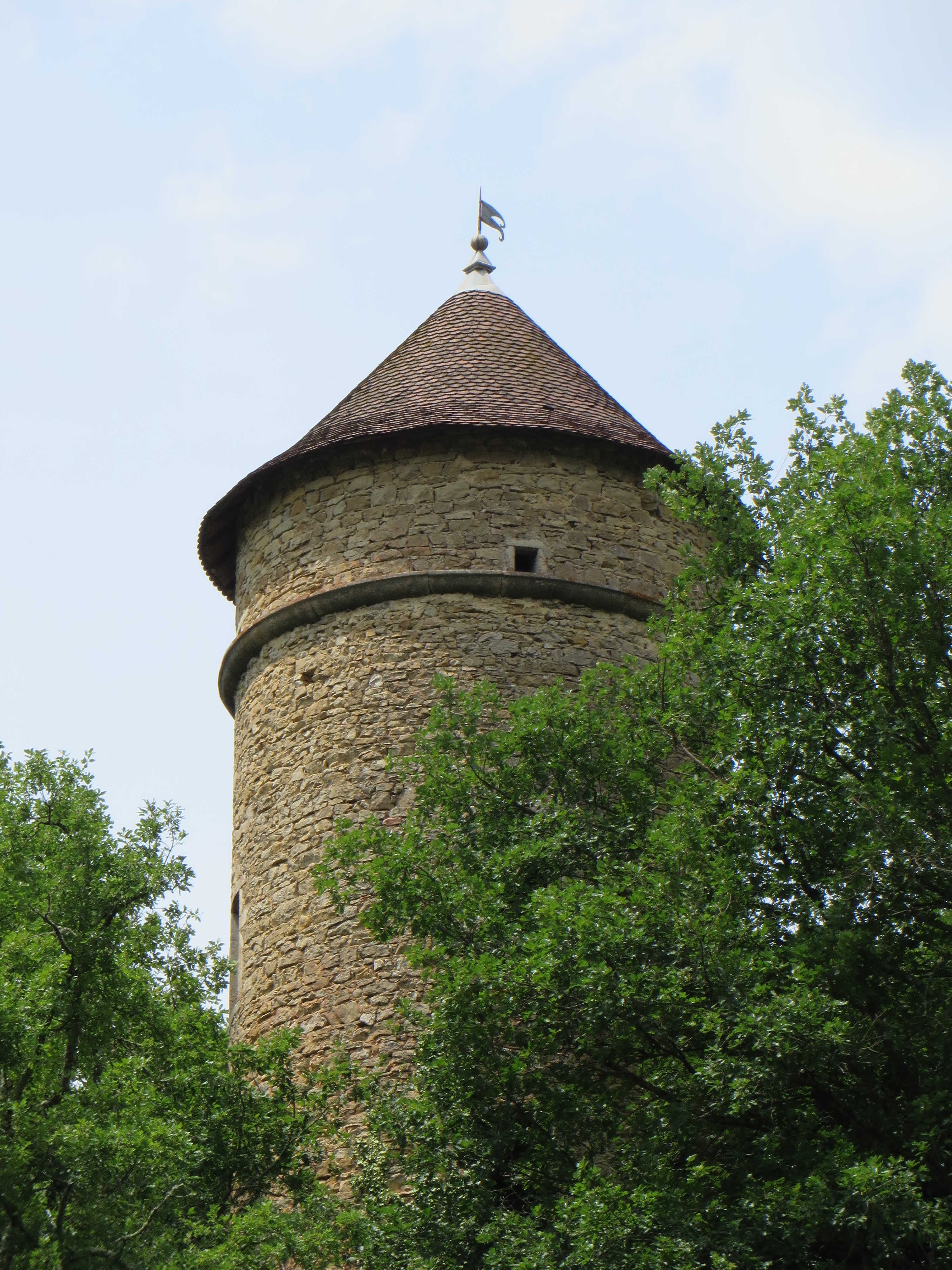
Taubenturm in Jujurieux

Der Taubenturm (auch als Tour de Cossieux bezeichnet) in Jujurieux, einer französischen Gemeinde im Département Ain in der Region Auvergne-Rhône-Alpes, wurde im 17. Jahrhundert errichtet und Ende des 18. Jahrhunderts verändert. Der Taubenturm steht seit 1984 als Monument historique auf der Liste der Baudenkmäler in Frankreich.
Der runde Taubenturm aus Bruchsteinmauerwerk wird von einem Dachknauf mit Wetterfahne bekrönt.